# Virgil Andriescu
Virgil Andriescu (n. 26 aprilie 1936, Botoșani) este un actor român.

## Biografie
Primul său rol în teatru a fost cel al lui Varlam din Omul cu mârțoaga de George Ciprian - reprezentație la Teatrul Tineretului din Piatra Neamț.

## Filmografie
- Despre o anume fericire (1973)
- Toate pînzele sus (serial TV, 1977) - ep. 5
- Labirintul (1980)
- Un echipaj pentru Singapore (1982)
- Să mori rănit din dragoste de viață (1984)
- Eroii n-au vârstă (1984)
- Lansarea (film TV, 1984)
- Fapt divers (1985)
- Mireasma ploilor tîrzii (1985)
- Pas în doi (1985)
- Orele unsprezece (1985)
- Bătălia din umbră (1986)
- Luminile din larg (1986)
- Ochii care nu se văd (1986)
- Pădurea de fagi (1987)
- Vacanța cea mare (1988)
- Umbrele soarelui (1988)
- Niște băieți grozavi (1988)
- Nelu (1988)
- Rezervă la start (1988)
- Divorț... din dragoste (1992)
- Balanța (1992) - tatăl Nelei
- E pericoloso sporgersi (1993)
- Privește înainte cu mînie (1993)
- Începutul adevărului (Oglinda) (1994)
- Huntress: Spirit of the Night (1995)
- Privirea lui Ulise (1995)
- Punctul zero (1996)
- Frumoșii nebuni ai marilor orașe (film TV, 1997)
- Ochii care nu se văd (serial TV, 1997)
- Triunghiul morții (1999)
- Război în bucătărie (2001)
- Un caz de dispariție (miniserie TV, 2005)
- Amintiri din Epoca de Aur 2: Dragoste în timpul liber (2009)

## Teatru
- ca Varlam în Omul cu mârțoaga de George Ciprian
- ca Macbeth în Macbeth de W. Shakespeare